# Třída Claud Jones
Třída Claud Jones byla třída eskortních torpédoborců (dnes jsou uváděny jako fregaty) Námořnictva Spojených států amerických. Projektovány byly především pro doprovod konvojů a boj proti ponorkám. Americké námořnictvo je provozovalo v letech 1959–1974. Poté vyřazená plavidla získala Indonésie. Všechny byly ze služby vyřazeny. Jejich derivátem byla turecká třída Berk.

## Stavba
V letech 1957–1960 byly americkou loděnicí Avondale Shipyard postaveny čtyři jednotky této třídy.
Jednotky třídy Claud Jones:
| Jméno                       | Spuštěna          | Vstup do služby    | Status                                                                 |
| --------------------------- | ----------------- | ------------------ | ---------------------------------------------------------------------- |
| USS Claud Jones (DE-1033)   | 27. května 1958   | 10. února 1959     | Vyřazena 1974, prodána Indonésii jako KRI Monginsidi (343), vyřazena.  |
| USS John R. Perry (DE-1034) | 29. července 1958 | 5. května 1959     | Vyřazena 1974, prodána Indonésii jako KRI Samadikun (341), vyřazena.   |
| USS Charles Berry (DE-1035) | 17. března 1959   | 25. listopadu 1959 | Vyřazena 1974, prodána Indonésii jako KRI Martadinata (342), vyřazena. |
| USS McMorris (DE-1036)      | 26. května 1959   | 4. března 1960     | Vyřazena 1974, prodána Indonésii jako KRI Ngurah Rai (344), vyřazena.  |

## Konstrukce

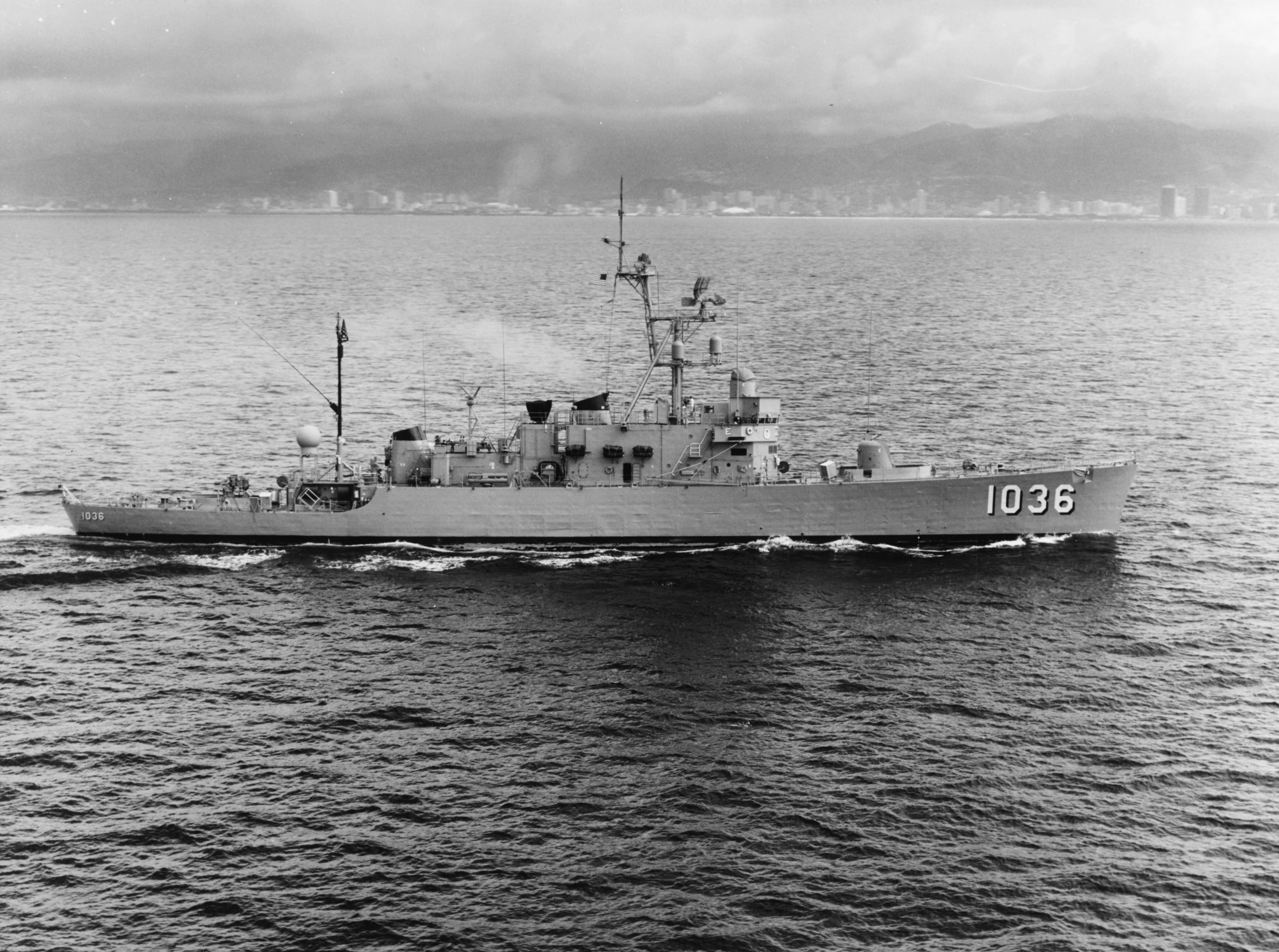
USS McMorris (DE-1036)

Výzbroj tvořily dva 76mm kanóny, přední byl v dělové věži a zadní v nekrytém postavení. Dále lodi nesly dva salvové vrhače hlubinných pum Hedgehog. Později též nesly dva trojnásobné 324mm protiponorkové torpédomety Mk 32. Z nich byla odpalována protiponorková torpéda Mk 46. Nesly námořní vyhledávací radar SPS-10, vzdušný vyhledávací radar SPS-6C a sonar typu SQS-4. Pohon zajišťovala čtveřice dieselových motorů Fairbanks-Morse 38ND8 o celkovém výkonu 8852 shp, pohánějících jeden lodní šroub. Nejvyšší rychlost dosahovala 22 uzlů. Dosah byl 7000 námořních mil při rychlosti 12 uzlů.